# Miguel de Cervantes y Saavedra

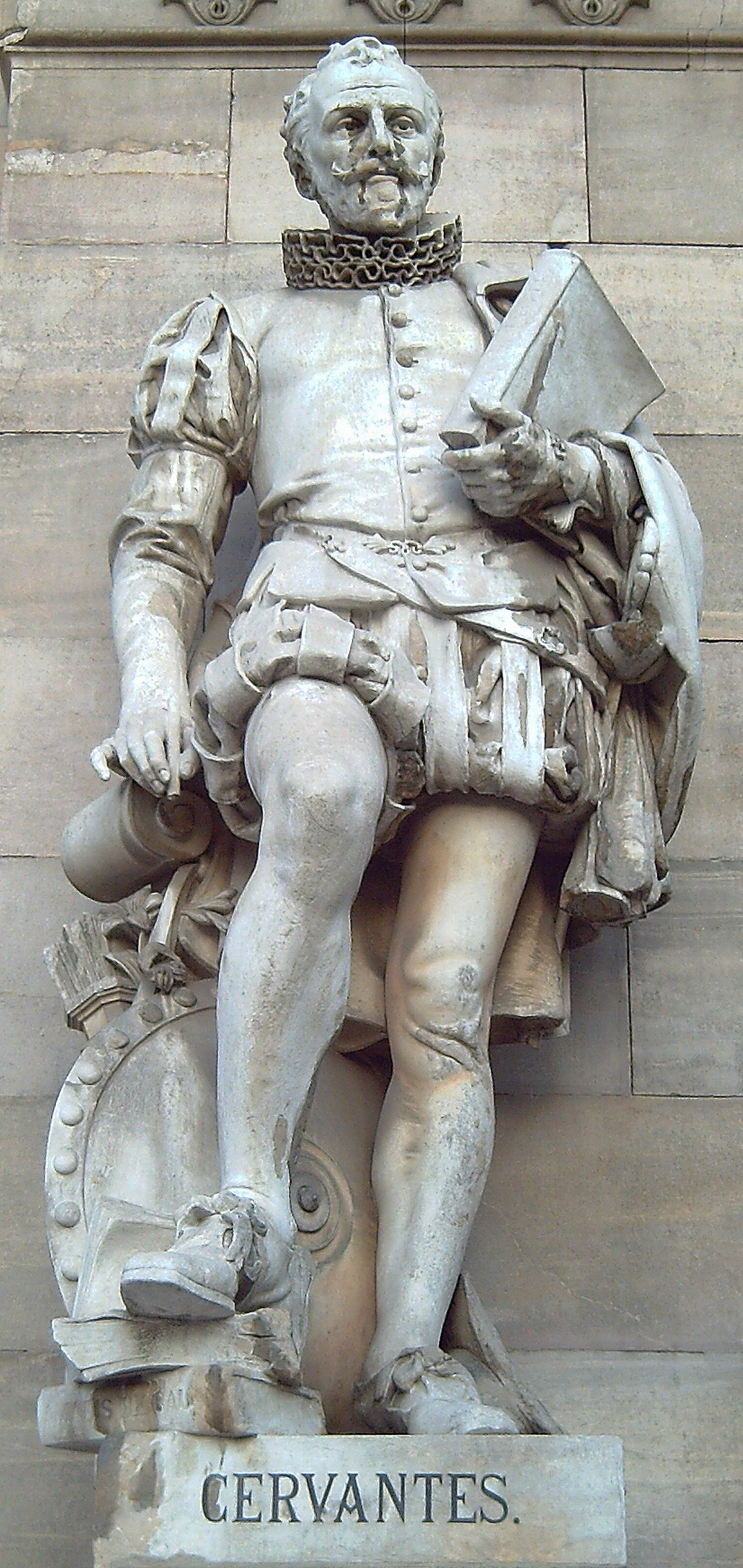
Cervantesova socha v Madridu ve Španělsku

Miguel de Cervantes y Saavedra (29. září 1547 Alcalá de Henares – 22. dubna 1616, Madrid) byl španělský voják, prozaik, dramatik a spisovatel. Jeho nejslavnějším dílem je román Důmyslný rytíř Don Quijote de la Mancha. Působil na přelomu 16. a 17. století za vlády Filipa II. a jeho potomka Filipa III. Ačkoliv ve Španělsku byla hospodářská krize, španělské umění a literatura dosahovaly svého vrcholu. Dalšími významnými osobnostmi v této době byli: Velázquez, Murillo, El Greco, Lope de Vega a Calderon). 

## Život

### Původ a studium
Cervantes se narodil v rodině zchudlého nižšího šlechtice Rodriga Cervantese (1509–1585) z rodu Saavedrů (titul „hidalgo“), špatného chirurga, dobrého jezdce na koni a amatérského hráče na violu, a Doni Leonor de Cortinas Sánchez z rodiny statkářů. Měl tři starší sourozence, po něm se roku 1550 narodili ještě bratr Rodrigo, v roce 1552 sestra Magdalena, v roce 1554 bratr Juan. Rodiče mu zajistili vzdělání, jaké jim dovolila tehdejší finanční situace, kdy král Karel V. uvalil na obyvatele tak vysoké daně, že je bylo schopno zaplatit kolem 20 % z nich. V roce 1551 se rodina přestěhovala za lepším životem do Valladolidu. Tento cíl se nenaplnil, protože Cervantesův otec Rodrigo byl špatný lékař, trpěl hluchotou, brzy byl uvězněn kvůli dluhům a majetek rodiny byl zabaven. V roce 1553 se rodina vrátila do rodného města. Šestiletého Miguela učil číst a psát příbuzný rodiny Alonso de Vieras. Od roku 1555 chodil do nově založené Jezuitské školy v Córdobě. V roce 1564 se Cervantesovi přestěhovali do Sevilly a v roce 1566 do Madridu. V devatenácti letech Miguel začal studovat na veřejné škole Estudio de la Villa, kterou vedl lingvista, profesor Juan Lopéz de Hoyos. Ten se nejvíce zasloužil o jeho vzdělání a také v jednom ze svých děl vydal i několik Cervantesových raných básní. Z této doby je známá elegie věnovaná zesnulé manželce Filipa II., která je považována za Cervantesovu prvotinu.

### Odjezd ze Španělska, zajetí
V roce 1569 se Cervantes přestěhoval do Říma. Tam pracoval jako tajemník pro Gulia Acquaviva. Možné vysvětlení pro Cervantesův nečekaný odjezd ze Španělska byl útěk před trestem za účast v souboji s Antoniem de Sigurga. V roce 1570 narukoval k vojsku Juana de Austria do války proti Osmanské říši, která obsadila benátský Kypr. V bitvě u Lepanta byl těžce raněn do hrudi a přišel o levou ruku. Avšak i přes tento handicap se zúčastnil tažení na Korfu a do Tunisu, kde se mu dostalo uznání velení, které mu napsalo doporučující dopisy pro krále.
Při návratu z tažení byl na cestě do Španělska zajat barbarskými piráty, kteří ho mylně považovali za bohatého šlechtice kvůli doporučujícím dopisům. Spolu s bratrem byl odvlečen do alžírského zajetí. Stal se otrokem renegáta Alí Mámího a později Hassana Paši. Protože jeho rodina neměla dost peněz na výkupné, několikrát se pokusil o útěk – vždy neúspěšně.
V roce 1576 se Cervantes pokusil poprvé o útěk s jinými křesťany, kteří byli opuštěni muslimským průvodcem a museli se vrátit do vězení. O rok později byl vykoupen jeho bratr Rodrigo. Připlul na lodi, aby zachránil Cervantese a dalších 14 vězňů. Plán se nepovedl, Cervantes vzal na sebe celou zodpovědnost a byl zavřen v královském žaláři. Po roce se Cervantes pokusil o útěk potřetí. Poslal dopisy veliteli Oranu, ve kterých ho požádal, aby zachránil zbytek vězňů. Cervantes byl pak odsouzen k tvrdému trestu, nicméně neexistuje záznam o tom, že by byl trest vykonán. Cervantese po 5 letech, 19. září 1580 vykoupili dva mniši řádu trinitářů Antonio de la Bella a Juan Gil za 500 eskudů. Okolnosti získání výkupného se v různých zdrojích liší. I v zajetí psal verše a divadelní hru, jejíž text se nedochoval.

### Návrat do Španělska
Po návratu do vlasti Cervantes pobýval ve Valencii, začal psát román Galatea a dlouho nenašel práci. Jeho žádosti o přidělení královského úřadu byly zamítnuty. Roku 1584 měl krátkou známost s manželkou hostinského Anou Francou de Rojas, která mu porodila jeho jediné dítě, Isabel de Saavedra. V prosinci téhož roku se Cervantes přestěhoval do Esquivias, kde se jako 37letý muž oženil s 19letou Catalinou de Salazar y Palacios, dědičkou zemského dvorce v kraji La Mancha. Cervantes podepsal smlouvu k publikaci dvou románů, nicméně vyšla jen La Galatea. V roce 1592 nechal vydat dalších 6 románů. Potom Cervantes ukončil práci obchodníka pro španělské loďstvo, kterou nastoupil v roce 1587. Byl podporovatelem krále Filipa II. ve válce proti Anglii a na jeho počest složil později oslavnou báseň. Posléze byl zaměstnán jako výběrčí daní.
Podle jednoho zdroje se Cervantes dobře nevyznal v obchodních transakcích, stal se obětí podvodu a následně byl exkomunikován z církve. Podle jiného zdroje vybrané peníze zpronevěřil. Po tomto incidentu byl Cervantes často vězněn z různých důvodů např. kvůli dluhům, později kvůli vraždě šlechtice, kterého nalezli před jeho dveřmi. V roce 1597 skončil v Sevillském vězení, jelikož nezaplatil soudně nařízenou pokutu. Z této situace mohla vzniknout osnova Cervantesova románu Don Quijote de La Mancha. Přátelé ho vyplatili z vězení a on v následujících letech pracoval na svém románu.

### Román Don Quijote
V roce 1605 byl v Madridu vydán Cervantesův román Důmyslný rytíř Don Quijote de la Mancha, který se stal okamžitou senzací. Kniha vyšla i v cizině (Itálie, Holandsko, Anglie, Francie). Navzdory tomu měl Cervantes stále potíže s křivými obviněními, kvůli kterým byl často ve vazbě nebo před soudem. Jakmile vydal Dona Quijota, sklidil respekt a získal pár vlivných ochránců. To mu ale již nebylo moc platné, jelikož žil sám a v bídě. Napsal několik povídek a začal pracovat na pokračování Dona Quijota. Poslední léta života strávil sám v Madridu, jeho žena zůstala v rodném Esquivanu. Teprve na sklonku života se mu dostalo podpory např. od hraběte z Lemosu, jenž se roku 1610 stal neapolským místokrálem. Dary od mecenášů velmi pomohly a Cervantes se díky nim mohl plně věnovat své tvorbě.

### Závěr života
Roku 1614 Cervantes publikoval knihu Cesta na Parnas, ale v tisku se objevila i falešná 2. část Dona Quijota. O rok později Cervantese tento falzifikát přiměl k vydání své vlastní 2. části románu Důmyslný rytíř Don Quijote de la Mancha. Krátce na to, 22. dubna 1616, Cervantes zemřel – jeho poslední kniha Persiles a Sigismunda byla vydána až po jeho smrti.
V souladu se svou vůlí byl Cervantes pohřben v klášteře bosých trinitářů v centru Madridu.  Jeho ostatky zmizely, když byly přemístěny během přestavby v klášteře v roce 1673. V roce 2014 zahájil historik Fernando de Prado projekt na jejich znovuobjevení. 17. března 2015 španělští forenzní vědci oznámili, že po čtyřech stech letech objevili Cervantesův hrob společně s ostatky jeho manželky a dalších lidí. Byli formálně znovu pohřbeni na veřejném ceremoniálu v červnu 2015.

## Dílo
- Cesta na Parnas (1614) – traktát, básnická skladba satirického rázu, která přes řízný humor vyznívá v nadšenou oslavu krásy a poezie.
- Důmyslný rytíř Don Quijote de la Mancha (1605, 1615) – Hlavním hrdinou jeho románu je stárnoucí zeman Alonso Quijano, který se pomátl na rozumu ze čtení rytířských románů. Proto se rozhodl, že se stane rytířem. Sobě i svému koni vymyslel jména a určil si ženu, pro niž bude konat své skutky. Během první výpravy byl jedním hospodským pasován na rytíře. Při další výpravě získal zbrojnoše jménem Sancho Panza. Ten se s ním vydal na cesty jen proto, že mu Alonso slíbil ostrov. Následuje řada příběhů, které jsou motivem cesty, kdy poblázněný idealista stále znovu naráží na realitu. Kontrast mezi světem Quijotových představ a realitou je v románu zčásti vyjádřen pomocí postavy prostého sedláka Sancha Panzy. Román vznikl jako parodie na středověké rytířské romány, obsahuje ale i epizody pastorální a novelistické a rozmanité literární odkazy.
- Příkladné novely (1613) – 12 tematicky různorodých povídek, v nichž je zachycena atmosféra života ve Španělsku na přelomu 16. a 17. století.
- Galatea (1558) – nedokončený pastýřský román, v němž použil techniku řetězení příběhů
- Lišák Pedro (1615) – veršovaná komedie o taškáři Pedrovi, který se protlouká životem za cenu drobných podvůdků a neplech[8]
- Numancie (1584) – tragédie inspirovaná porážkou města Numancie v rukou římské moci ve druhém století před naším letopočtem
- Persiles a Sigismunda (1617) – román líčí dobrodružství milenecké dvojice, která nakonec dosáhne sňatku. Cervantes tento román, který dokončil krátce před smrtí, pokládal za své nejlepší dílo.[9]
  - Dramatizace pro Český rozhlas: z překladu Josefa Forbelského připravil Petr Šrámek, četl Ivan Řezáč, režie: Vlado Rusko, premiéra: 30. 11. 2022.

## Česká vydání
- Cervantesowy Nowely – přeložil Bojislav Pichl. Praha: Jan Hostivít Pospíšil, 1838
- Bláznivý rytíř: kratochvilné čtení pro lid – vzdělal a vydal Josef Pečírka. Praha: J. Pečírka, 1864[10]
- Don Quijote de la Mancha – přeložil J. B. Pichl, vyobrazení Quido Manes. Praha: I. L. Kober[11]
- Bláznivý rytíř Don Quixote de la Mancha – upravil Alfons Bohumil Šťastný. Praha: Rudolf Štorch. 1895
- Don Quijote de la Mancha – pro českou mládež zpracoval J. V. K. Telč: Emil Šolc, 1897[12]
- Důmyslný rytíř Don Quijote de la Mancha – přeložil Antonín Pikhart. Praha: Jan Otto 1899[13]
- Don Quixote z la Manchy – pro mládež volně upravila Ludmila Grossmannová-Brodská. Praha: Alois Hynek, 1902
- Cervantesovy novely: (poučných povídek řada druhá) – A. Pikhart. Praha: J. Otto, 1903
- Paní Cornelia. Podvodný sňatek – přeložil A. Pikhart. Praha: J. Otto, 1903
- Poučné povídky – přel. A. Pikhart. Praha: J. Otto, 1902[14]
- Hlas krve – in: 1000 nejkrásnějších novel... č. 26, úvod František Sekanina, přeložil Antonín Křečan, s. 7–28. Praha: J. R. Vilímek, 1912
- Důmyslný rytíř Don Quijote de la Mancha. – přel. Eduard Drobílek a Josef Kočí, Vinohrady: A. Ipser, 1914
- Světem humoru: anthologie z humoru cizího i domácího. Díl I. – sestavil Gustav Pallas. Praha: Bedřich Stýblo, 1921
- Duchaplný rytíř Don Quijote de la Manche – přeložil Hugo Kosterka. Praha: Družstevní práce, 1924
- Pět meziher – přeložil Bohumil Kyselý. Brtnice: Josef Birnbaum, 1925
- Důmyslný rytíř Don Quijote de la Mancha – přeložila Marie Louisa Kühnlová. Praha: I. L. Kober, 1928
- Důmyslný rytíř Don Quijote de la Mancha – přeložil a předmluvu napsal Václav Černý; s úplnou ilustrační výzdobou Quido Mánesa a Karla Purkyně. Praha: Melantrich, 1931
- Rohánek a Stříhálek: povídka poučná – přeložil Rudolf Jan Slabý; poznámky připojil překladatel; typograficky upravil a dřevoryty vyryl Karel Svolinský. Praha: Václav Čechák, 1934
- Rytíř smutné postavy: Don Quichote de la Mancha – volně upravil pro obecné a měšťanské školy Jindřich Vojtěch Flos; obrázky kreslil František Emler: Praha: Státní nakladatelství, 1937
- Příběhy Dona Quijota – vypravuje Jaromír John; ilustroval František Tichý; s použitím překladu Hugo Kosterky. Praha: Orbis, 1940
- O žárlivém Estremadurci – přeložil Emil Janovský; ilustrace nakreslil Jaroslav Novotný. Praha: Jaroslav Podroužek, 1942
- Cikánečka – přeložil Emil Janovský. Praha: J. Podroužek, 1944
- Tři komedie – uspořádal, úvod a režijní poznámky napsal Antonín Kytka; přeložil František Jungmann a A. Kytka. Praha: ÚRO, 1947[15]
- Cikánečka: poučné novely – přeložil Pavel Eisner: Praha: Svoboda, 1950
- O nerozvážném zvědavci: novela z díla Duchaplný rytíř don Quijote de la Mancha – přel. Hugo Kosterka; dřevoryty vyzdobil Jaroslav Lukavský. Praha: Československý spisovatel (ČS), 1950
- Důmyslný rytíř Don Quijote de la Mancha – přeložil a poznámkami opatřil Zdeněk Šmíd; ilustrace Gustava Doré. Praha: Vyšehrad, 1952
- Lišák Pedro: veršovaná komedie se zpěvy a tanci o třech dějstvích (deseti obrazech) – přeložili a upravili Jan a Olga Fischerovi. Praha: Čsl. divadelní a literární jednatelství (ČDLJ), 1953
- Jeskyně u Salamanky. Žárlivý stařec: dvě mezihry – přeložili A. Koldasová, Ž. Konečná, Oldřich Tichý, Eugen Spálený; verše upravil a přeložil Jaroslav Reska. Praha: ČDLJ, 1955
- Příkladné novely – přeložil Zdeněk Šmíd; doslov a poznámky napsal Oldřich Bělič. Praha: SNKLHU, 1957
- Sancho neznámý: drama veršem o čtyřech dějstvích – Karel Kubánek. Praha: Dilia, 1958
- Numancie. Pedro de Urdemalas. Mezihry – přeložili Ivan Slavík a Josef Forbelský. Praha: SNKLHU, 1962
- Don Quijote: hra o 4 dějstvích, 9 obrazech, na motivy Cervantesova  románu – M. A. Bulgakov; přel. Alena Morávková. Praha: Dilia, 1966
- Důmyslný rytíř Don Quijote de la Mancha – přeložil Václav Černý; verše v textu přeložil Vladimír Mikeš. Praha: Odeon, 1966
- Zázračné divadlo: komedie z Meziher – volně přeložila Ivana Vedlejchová; sestavily Ivana Vedlejchová a Zuzana Kočová. Praha: Dilia, 1970
- Cesta na Parnas – vybral a přeložil Vladimír Mikeš; ilustroval Adolf Born. Praha: Supraphon, 1981
- Důmyslný rytíř Don Quijote de la Mancha – přeložil Zdeněk Šmíd; ilustroval Josef Liesler; poznámky Oldřich Bělič. Praha: Svoboda, 1982
- Poutníkův labyrint světa: [výbor ukázek z děl od renesance až k osvícenství]: pro čtenáře od 12 let – Jan Amos Komenský ... et al.; výbor uspořádal, průvodní text a vysvětlivky napsal Vladimír Binar; graficky upravil, obálku navrhl a ilustrace vybral Jan Solpera. Praha: Albatros, 1982
- Komedie s Quijotem: hra na motivy Cervantesova díla – Antonín Přidal. Praha: Dilia, 1983
- Zmoudření Sancha Panzy: hra na motivy Cervantesova románu Don Quijote – Martin Porubjak; ze slovenštiny přeložil Jaroslav Husák. Praha: Dilia, 1986?
- Tři Příkladné novely – přeložili Josef Forbelský, Pavel Eisner a Zdeněk Šmíd. Praha: Slovart, 1998
- Literární obsahy (nejen) pro maturanty: autoři-obsahy-ukázky – Dana Nováková, Eva Franzlová, Jana Dušková. Praha: Regia, 2002
- Don Quijote a jeho příhody – text Pavel Gaudore; ilustrace Miroslav Hrdina. Praha: Aventinum, 2005
- El comienzo de la increíble historia de Don Quijote de la Mancha = Začátek neuvěřitelné historie Dona Quijota de la Mancha – úprava pro výuku Manuel Acosta; překlad Anna Acostová. Brno: Computer Press, 2008
- Don Quijote de la Mancha: verze pro mládež – ilustroval Gustav Dore; text upravila Eliška Nosálová. Praha: Dobrovský, 2014
- Persiles a Sigismunda: severský příběh – přeložil, poznámkami opatřil a předmluvu napsal Josef Forbelský. Praha: Academia, 2016 ISBN 978-80-200-2539-5
- Don Quijote = Don Quijote de la Mancha – úprava původního textu a český překlad: Eliška Jirásková. Brno: Edika, 2017

## Galerie

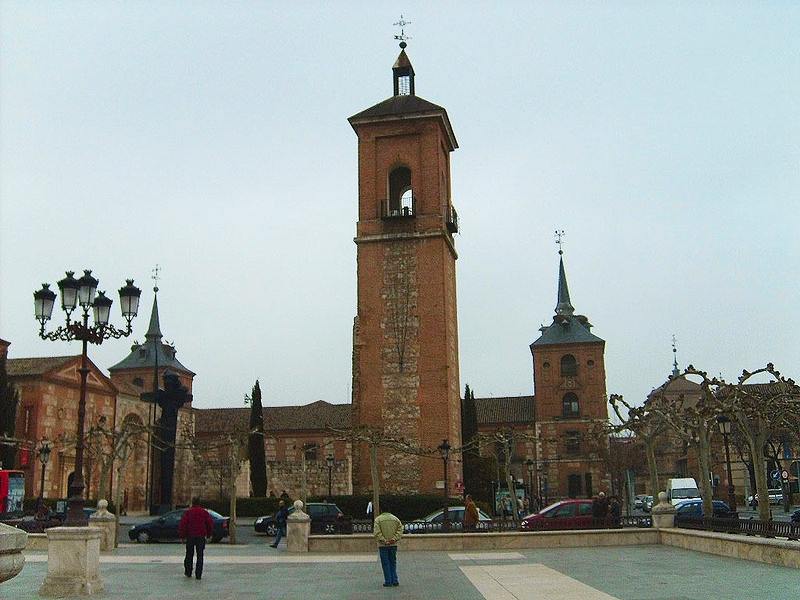
Kostel, kde byl pokřtěn Cervantes, Alcalá de Henares
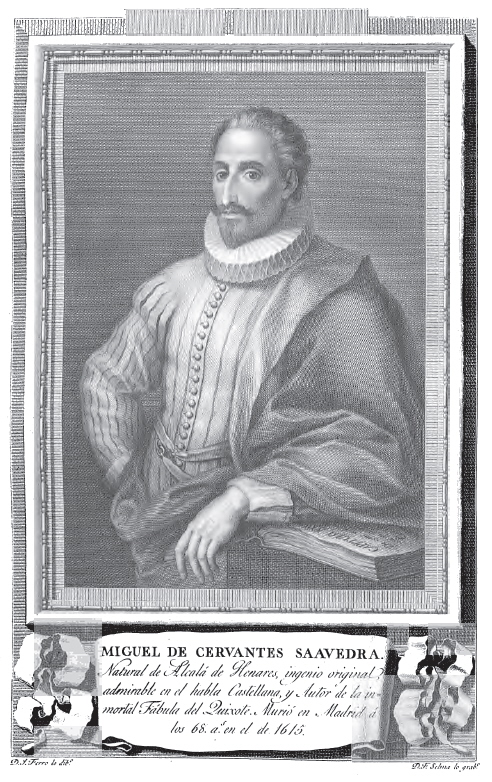
Miguel de Cervantes Saavedra (1791)
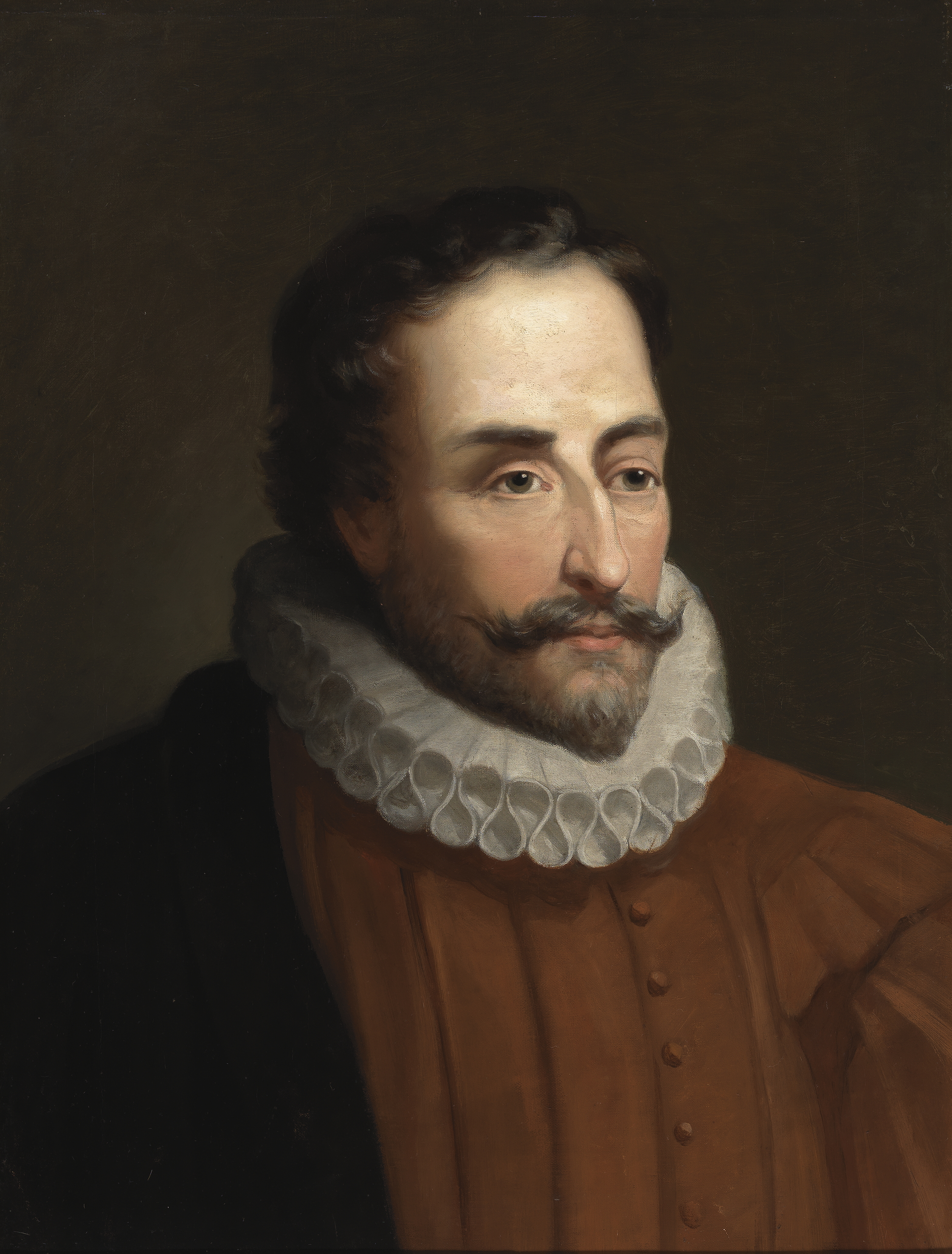
Miguel de Cervantes Saavedra (Museo del Prado)
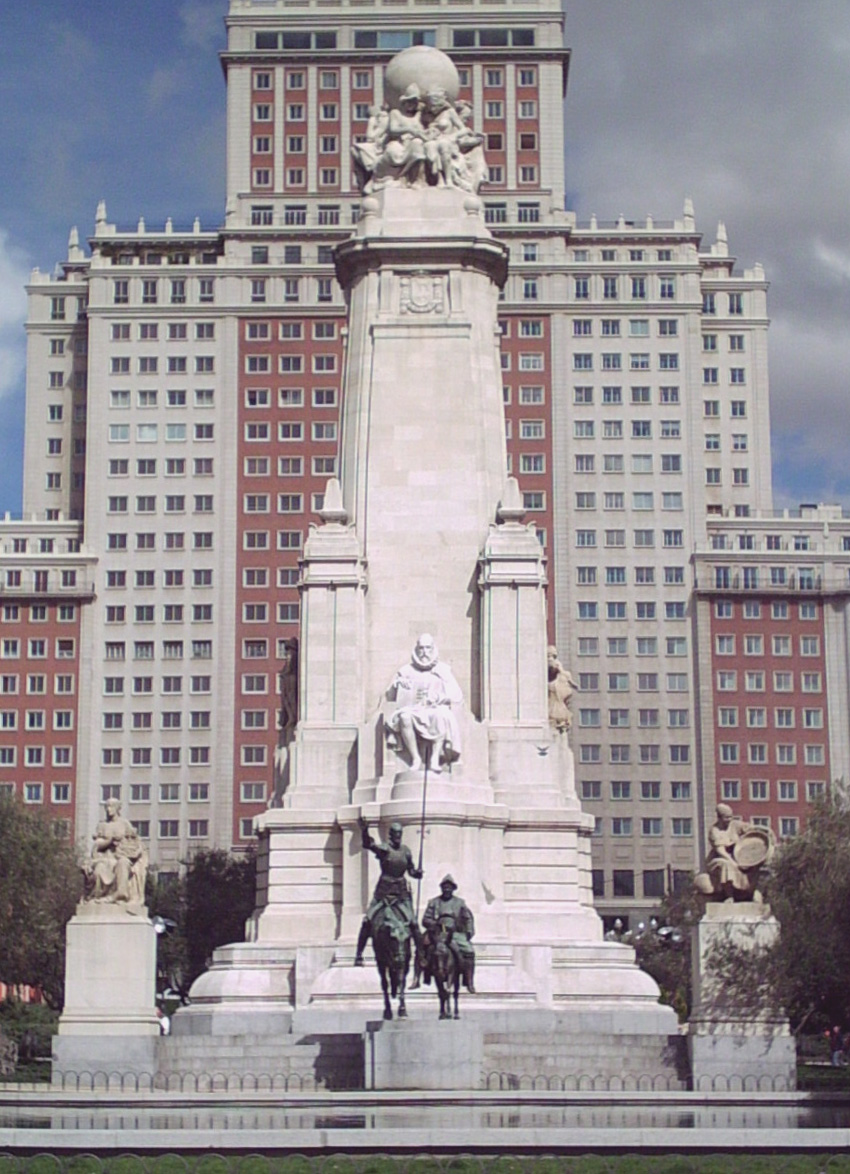
Cervantesův památník na Plaza de España v Madridu
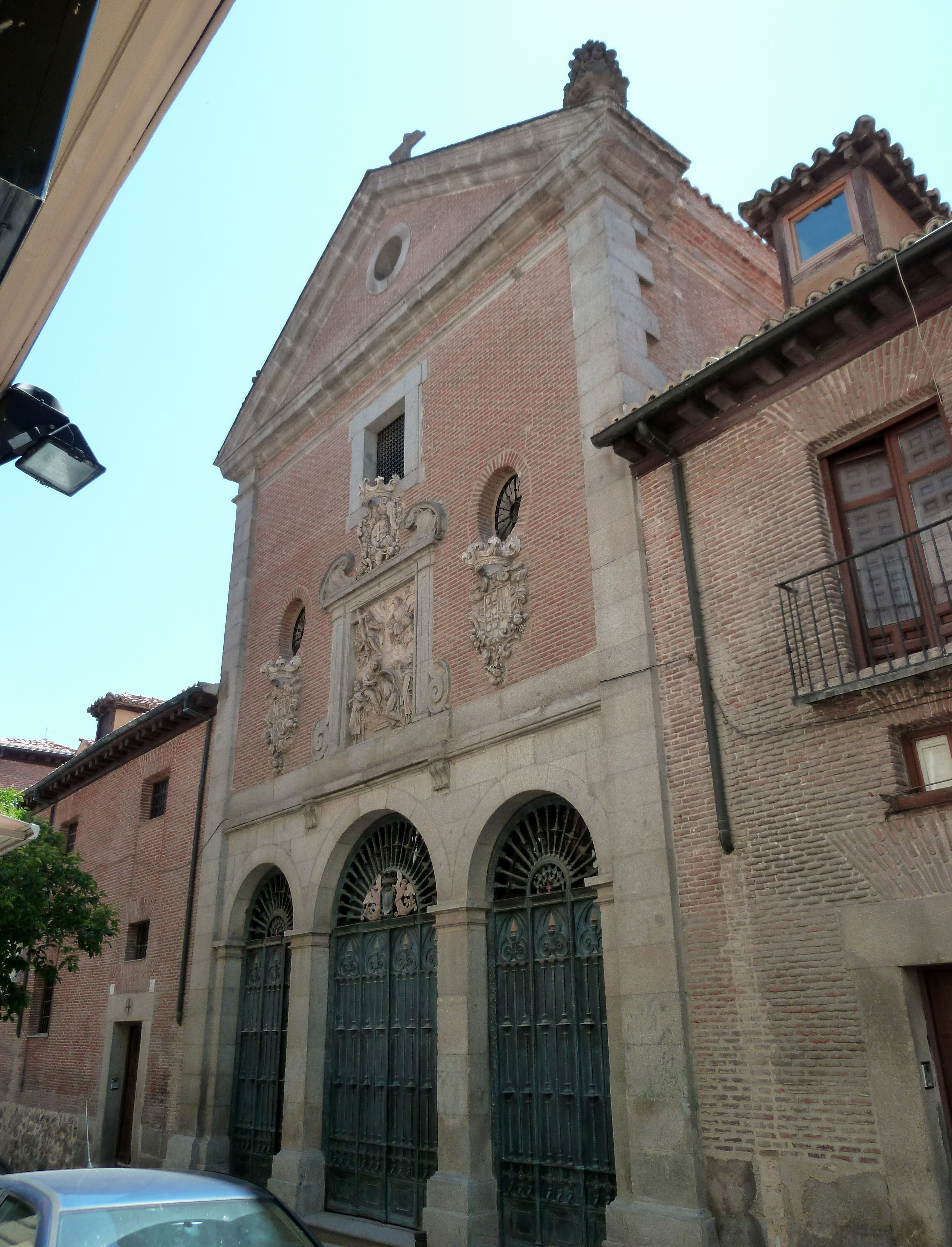
Cervantesův hrob se nachází v Convento de las Trinitarias Descalzas (Madrid)